# 2015년 5월 죽음
다음은 2015년 5월에 사망한 저명한 인물 목록이다.
- 5월 9일 - 터키의 제 7대 대통령 케난 에브렌
- 5월 10일 - 조선민주주의인민공화국의 군인 겸 정치인 김격식
- 5월 12일 - 독일의 사학자이자 대학교수 피터 게이
- 5월 14일 - 미국의 기타리스트 B.B. 킹
- 5월 21일 - 대한민국의 기업인이자 사회기관 단체인, 신양문화재단 명예이사장 정석규
- 5월 22일 - 대한민국의 성우 오세홍
- 5월 23일 - 미국의 수학자이자 노벨 경제학상 수상자 존 포브스 내시